# اسیکن دیاموند
اسیکن دیاموند (انگلیسی: Skin Diamond؛ زاده ۱۸ فوریهٔ ۱۹۸۷) نام هنری هنرپیشه، خواننده-ترانه‌پرداز و مدل آمریکایی بود؛ در دوره‌ای که در فیلم‌های پوروگرافی بازی می‌کرد.
وی اکنون از پورنوگرافی کناره‌گیری کرده و به فعالیت‌های مانند نوشتن ترانه و هنرپیشگی با نام اصلی خود ریلین جوی (به انگلیسی: Raylin Joy) می‌پردازد. باز مجداد به تازگی به پورنوگرافی برگشته است